# Смахі Трікі
Ісмаель «Смахі» Трікі (араб. اسماعيل سماحي تريكي, нар. 1 серпня 1967, Цената) — марокканський футболіст, що грав на позиції захисника.
Виступав, зокрема, за клуб «Бастія», а також національну збірну Марокко.

## Клубна кар'єра
У дорослому футболі дебютував 1986 року виступами за команду клубу «Бастія», в якій провів сім сезонів, взявши участь у 128 матчах чемпіонату.
Згодом з 1993 по 1999 рік грав у складі команд клубів «Шатору», «Лозанна» та «Лор'ян».
Завершив професійну ігрову кар'єру у клубі «Аль-Наср» (Ер-Ріяд), за команду якого виступав протягом 1999—2000 років.

## Виступи за збірну
1994 року дебютував в офіційних матчах у складі національної збірної Марокко. Протягом кар'єри у національній команді, яка тривала шість років, провів у формі головної команди країни 21 матч.
У складі збірної був учасником чемпіонату світу 1994 року у США, чемпіонату світу 1998 року у Франції, Кубка африканських націй 1998 року в Буркіна Фасо.